# Dufourea clypeata
Dufourea clypeata är en biart som först beskrevs av Wu 1983.  Dufourea clypeata ingår i släktet solbin, och familjen vägbin. Inga underarter finns listade i Catalogue of Life.